# 国家社会主義者同盟
国家社会主義者同盟（こっかしゃかいしゅぎしゃどうめい）は、かつて存在した日本の政治団体。国家社会主義を標榜する日本で数少ない政治結社の一つ。代表は篠原節（2013年10月没）、副代表は瀬戸弘幸。1991年4月20日創立。埼玉県さいたま市に本部を持つ。機関紙『DER GANZE HELD』（月刊）を発行していた。
民族思想研究会、世界戦略研究所、自然社会主義協会、国家社会主義日本労働者党の四団体が統合する形で結成された。なお、以上の四団体は、国家社会主義者同盟へと統合したのちも、個別の活動を継続している。